# Petit-Canal
Petit-Canal (Guadeloupe-Kreolisch: Ti Kannal oder Kannal) ist eine Gemeinde mit 8206 Einwohnern (Stand 1. Januar 2022) im französischen Überseedépartement Guadeloupe auf dem gleichnamigen Archipel.

## Geographie
Die Stadt liegt im Norden der Insel Grande-Terre an der Bucht Anse du Canal der Atlantikküste (Côte ouest caraibe). Nachbargemeinden von Petit-Canal sind Anse-Bertrand im Nordosten, Port-Louis im Nordwesten, Le Moule im Südosten und Morne-à-l’Eau im Süden. Das Gemeindegebiet umfasst 7050 Hektar, die mittlere Höhe beträgt 35 Meter über dem Meeresspiegel, die Mairie steht auf einer Höhe von 18 Metern.
Petit-Canal ist einer Klimazone des Typs Af (nach Köppen und Geiger) zugeordnet: tropisches Regenwaldklima (A), vollfeucht (f). Es herrscht Tageszeitenklima, bei dem die Temperaturunterschiede zwischen Tag und Nacht größer sind als die Temperaturunterschiede zwischen den einzelnen Monaten. Die klimatische Wasserbilanz ist im Mittel ganzjährig positiv. Die Mitteltemperatur bleibt in allen Monaten über 18 °C.

## Geschichte
Der alte Name von Petit-Canal war Mancenillier. Mancenillier ist das französische Wort für Hippomane mancinella, einem Wolfsmilchgewächs. Petit-Canal wurde gegen Ende des 17. Jahrhunderts gegründet. Die Zuckerrohrstangen wurden über den Canal des Rotours und durch die Gemeinde zur Zuckerfabrik Duval gebracht. Der Canal des Rotours war der große Kanal und die Gemeinde wurde in Petit-Canal (‚kleiner Kanal‘) umbenannt. Die Zuckerfabrik wurde später eine Rumdestillerie und schließlich geschlossen.
1925 kam es zu gewalttätigen Auseinandersetzungen zwischen Zuckerrohrpflanzern und der Gendarmerie. Anlass war der niedrige Zuckerrohrpreis, den die Fabrik Duval damals zahlte. Sechs Personen wurden getötet und der Zuckerrohrpreis wurde von 66,6 Francs pro Tonne auf 73 Francs pro Tonne angehoben.

## Sehenswürdigkeiten
Die Kirche Saint-Philippe–Saint-Jacques wurde 1931 gebaut.
Das alte Sklavengefängnis wurde 1991 in das Zusatzverzeichnis der Monuments historiques (‚historische Denkmale‘) eingetragen. Das Gebäude befindet sich in schlechtem Zustand. Es war 1844 gebaut worden, nachdem das vorige Gefängnis durch ein Erdbeben zerstört worden war.

## Wirtschaft
Ein wichtiger Erwerbszweig der Canaliens ist die Fischerei.